# Borejki (sielsowiet Kozłowszczyzna)
Borejki – dawna kolonia. Tereny na których leżała znajdują się obecnie na Białorusi, w obwodzie witebskim, w rejonie postawskim, w sielsowiecie Kozłowszczyzna.

## Historia
W czasach zaborów ówczesny folwark w granicach Imperium Rosyjskiego.
W dwudziestoleciu międzywojennym folwark a następnie kolonia leżała w Polsce, w województwie wileńskim, w powiecie duniłowickim (od 1926 postawskim), w gminie Łuck (od 1927 gmina Kozłowszczyzna).
Według Powszechnego Spisu Ludności z 1921 roku zamieszkiwało tu 46 osób, 25 było wyznania rzymskokatolickiego, 15 prawosławnego a 6 mojżeszowego. Jednocześnie 30 mieszkańców zadeklarowało polską przynależność narodową a 16 białoruska. Było tu 7 budynków mieszkalnych. W 1931 w 9 domach zamieszkiwały 43 osoby.
Miejscowość należała do parafii rzymskokatolickiej w Mosarzu i prawosławnej w Osinogródku. Podlegała pod Sąd Grodzki w Duniłowiczach i Okręgowy w Wilnie; właściwy urząd pocztowy mieścił się w Kozłowszczyźnie.
W 1938 roku miejscowość należała do gromady Borejki gminy Kozłowszczyzna.